# Marquesado de la Puente y Sotomayor

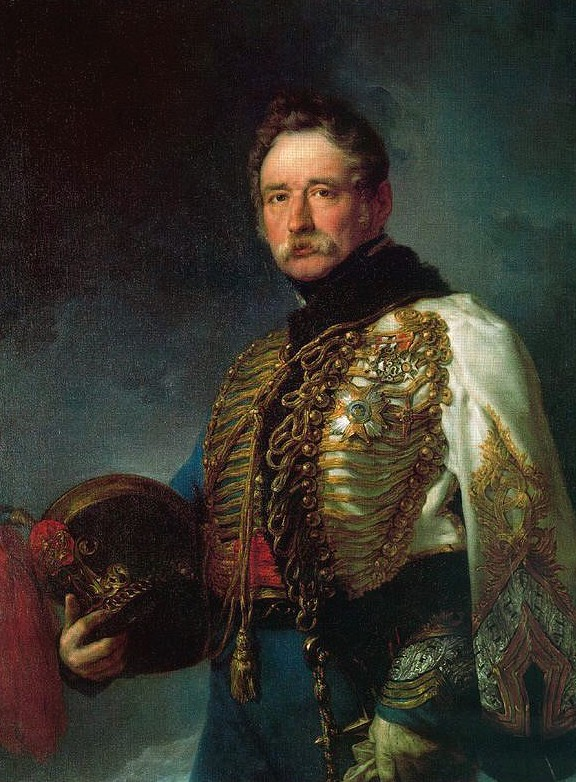
Juan de Zabala y de la Puente, III marqués de la Puente y Sotomayor

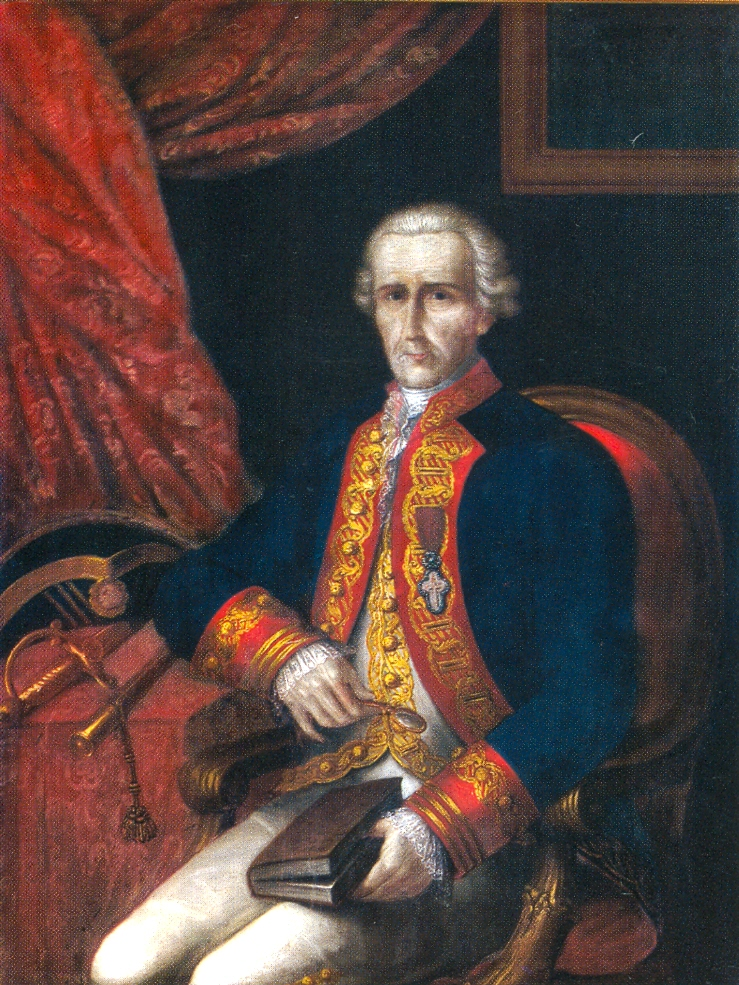
Juan José de la Puente e Ibáñez de Segovia, V marqués de Corpa

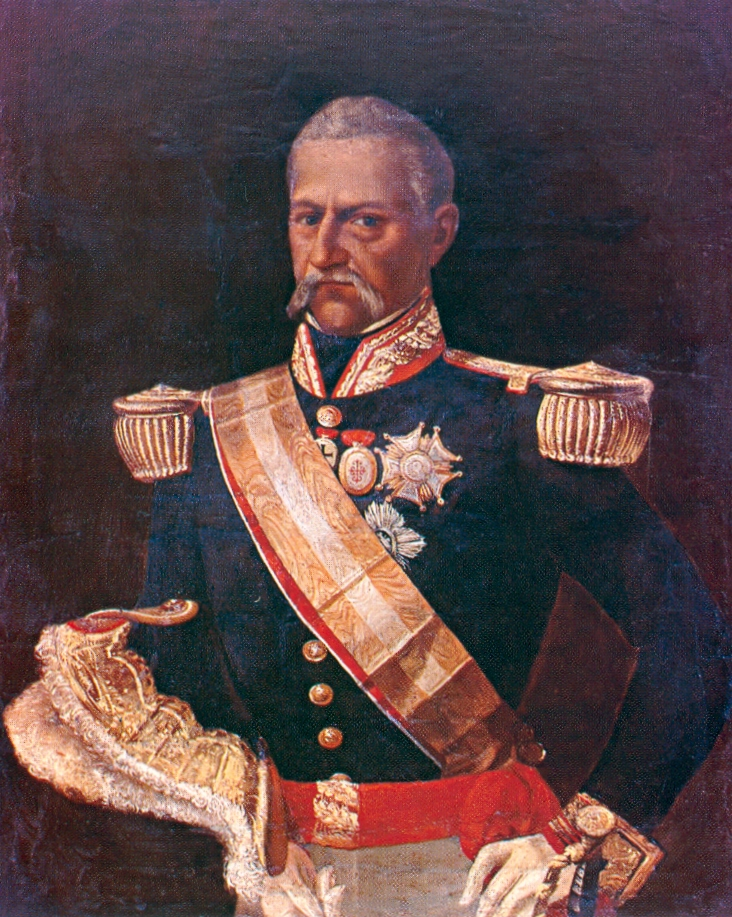
Pedro José de Zavala y Bravo de Rivero, VII marqués de San Lorenzo de Vallehumbroso, marqués consorte de la Puente y Sotomayor, padre de Ana de Zavala y de la Puente, I marquesa de la Puente, G.E.

El marquesado de la Puente y Sotomayor es un título nobiliario español, creado el 6 de octubre de 1782, por el rey Carlos III, para Juan Esteban de la Puente y Castro, Coronel de Milicias, en Lima, hijo de Lorenzo Antonio de la Puente y Larrea Y Garma Llaguno y de su esposa Ana María de Castro y Urdanegui, IV marquesa de Villafuerte. Este marquesado se otorgó con el vizcondado previo de Chiquitota.
La familia De la Puente era una de las más importantes y nobles del Virreinato del Perú, ostentando, además del marquesado de la Puente y Sotomayor, el marquesado de Corpa y posteriormente el marquesado de la Puente, este último con Grandeza de España.
Fue, precisamente a través de Ana de Zavala y de la Puente, IV marquesa de la Puente y Sotomayor, creada posteriormente, I marquesa de la Puente con G.E., con quien se integraron ambos títulos en los que ya tenía el ducado de Arión, al casar a su hija Blanca, con el VII duque de Arión, Fernando Fernández de Córdoba y Álvarez de las Asturias Bohórques.

## Marqueses de la Puente y Sotomayor
|                        | Titular                                             | Periodo                |
| Creación por Carlos IV | Creación por Carlos IV                              | Creación por Carlos IV |
| ---------------------- | --------------------------------------------------- | ---------------------- |
| I                      | Juan Esteban de la Puente y Castro                  | 1782-                  |
| II                     | Ana María Grimanesa de la Puente y Bravo de Lagunas |                        |
| III                    | Juan de Zavala y de la Puente                       | -1879                  |
| IV                     | Ana de Zabala y de la Puente                        | 1881-1904              |
| V                      | Joaquín Fernández de Córdoba y Osma                 | 1904-1920              |
| VI                     | Jaime Fernández de Córdoba y Mariátegui             | 1920-1982              |
| VII                    | Verónica Fernández de Córdoba y Aznar               | 1982-actual titular    |

## Historia de los marqueses de la Puente y Sotomayor
- I marqués: Juan Esteban de la Puente y Castro.[1]

Se casó en primeras nupcias con su prima Constanza de la Puente e Ibáñez de Segovia, hija de Juan José de la Puente, V marqués de Corpa.
Contrajo un segundo matrimonio en 1787 con Petronila Bravo de Lagunas y Zavala, II marquesa de Torreblanca y IV condesa de Villaseñor. Le sucedió, de su segundo matrimonio, su hija:
- II marquesa: Ana María Grimanesa de la Puente y Bravo de Lagunas,[1] IV marquesa de Torreblanca, V condesa de Villaseñor.

Se casó con Pedro José de Zavala y Bravo del Ribero, VII Marqués de San Lorenzo del Valle Umbroso. Le sucedió su hijo:
- III marqués: Juan de Zavala y de la Puente,[1] I marqués de Sierra Bullones, V marqués de Torreblanca, VI conde de Villaseñor.

Se casó con María del Pilar de Guzmán y de la Cerda. Le sucedió su hermana:
- IV marquesa:[1] Ana de Zabala y de la Puente (m. 17 de enero de 1904), que rehabilitó el título en 1881,[2] y I marquesa de la Puente.[3]

Se casó con Joaquín José de Osma y Ramírez de Arellano. Le sucedió, de su hija Blanca Rosa de Osma y Zabala, que había casado con Fernando Fernández de Córdoba y Álvarez Bohórques, VII duque de Arión, su nieto:
- V marqués:[1] Joaquín Fernando Fernández de Córdoba y Osma (Biarritz, 21 de septiembre de 1870-Madrid, 19 de noviembre de 1957), II y IV marqués de Griñón,[5] VIII duque de Arión,[4], II conde de Santa Isabel, grande de España,[6] II duque de Cánovas del Castillo,[7] XI marqués de Mancera, XV marqués de Povar, XI marqués de Malpica, X marqués de Valero (por rehabilitación en 1925), II marqués de la Puente,[3] II marqués de Cubas, II marqués de Alboloduy y X conde de Berantevilla.

Se casó en 1905 en San Sebastián con María de la Luz Mariátegui y Pérez de Barradas, III marquesa de Bay. En 15 de abril de 1920 le sucedió su hijo:
- VI marqués:[1] Jaime Fernández de Córdoba y Mariátegui, (1891-18 de diciembre de 1994), III marqués de la Puente,[3] gentilhombre grande de España con ejercicio y servidumbre del rey Alfonso XIII.

Se casó con Pilar Aznar y Coste. Cedió el título a su hija:
- VII marquesa[8] Verónica Fernández de Córdoba y Aznar, IV marquesa de la Puente.[3]

Casada el 27 de junio de 1987 con Luis Tassara y Gil-Delgado.